# Diarmuid Martin

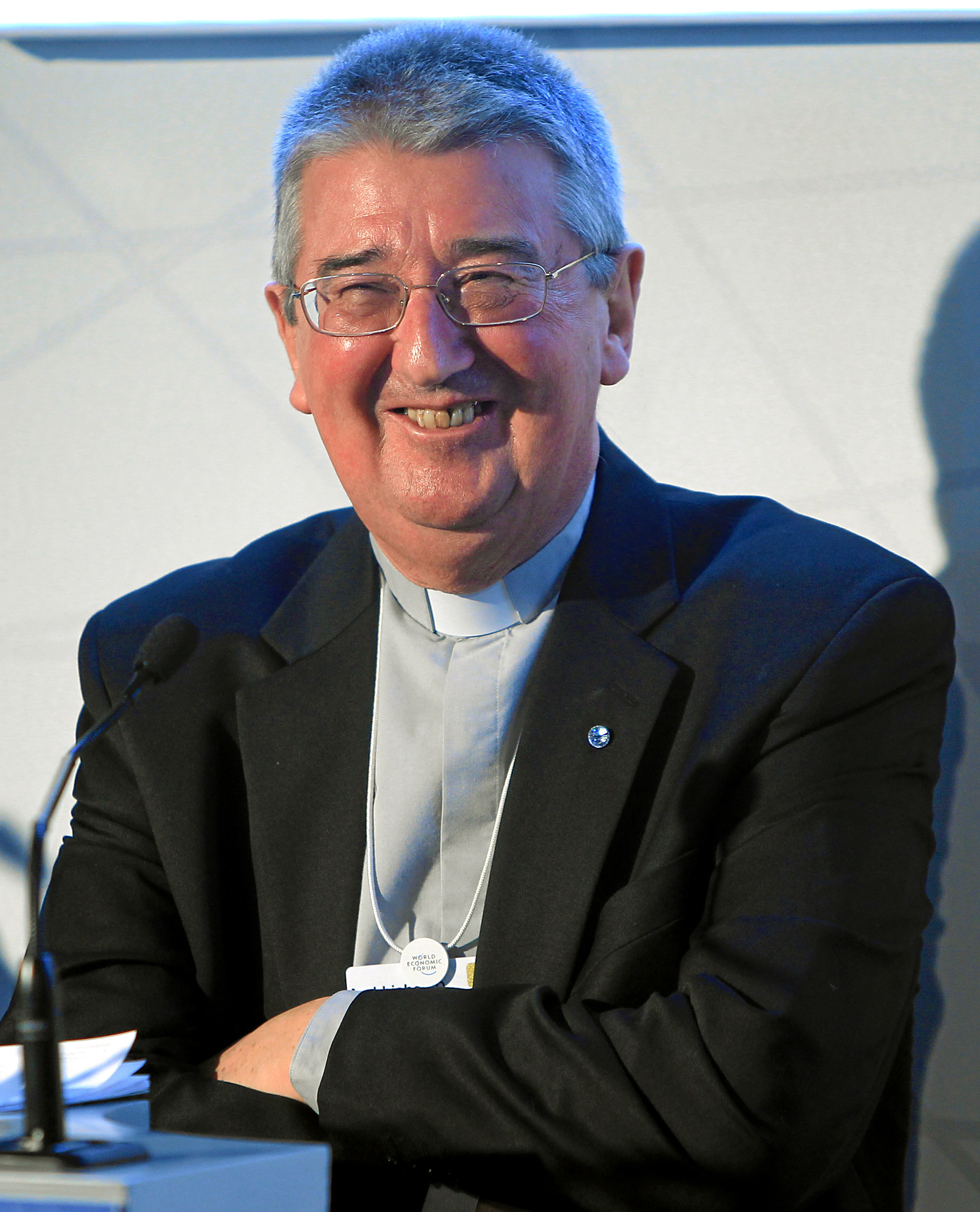
Erzbischof Diarmuid Martin (2013)

Diarmuid Martin (* 8. April 1945 in Dublin, Irland) ist ein irischer Geistlicher und emeritierter römisch-katholischer Erzbischof von Dublin und Primas von Irland.

## Leben
Nach dem Studium der Philosophie und Theologie in Dublin empfing Martin am 25. Mai 1969 die Priesterweihe für das Erzbistum Dublin. Anschließend setzte er seine Studien im Fach Moraltheologie am Angelicum in Rom fort, worauf er 1976 als Beamter beim Päpstlichen Rat für die Familie in den Dienst des Heiligen Stuhls trat.
1986 wurde Martin zum Vizepräsidenten und 1994 zum Generalsekretär des Päpstlichen Rates für Gerechtigkeit und Frieden ernannt, worauf am 5. Dezember 1998 die Ernennung zum Titularbischof von Glenndálocha folgte. Papst Johannes Paul II. spendete ihm am 6. Januar 1999 im Petersdom persönlich die Bischofsweihe. Am 17. Januar 2001 wurde er zum Titularerzbischof pro hac vice von Glenndálocha und zugleich zum ständigen Vertreter des Heiligen Stuhls bei den Vereinten Nationen in Genf sowie bei der Welthandelsorganisation (WTO) ernannt.
Am 3. Mai 2003 ernannte ihn Papst Johannes Paul II. zum Koadjutor des Erzbischofs von Dublin. Die Amtseinführung fand am 30. August 2003 statt. Mit dem Rücktritt von Desmond Kardinal Connell am 26. April 2004 folgte er diesem als Erzbischof von Dublin und somit Primas von Irland nach. Am 13. Juli 2016 wurde er Mitglied des Kommunikationssekretariats (heute: Dikasterium für die Kommunikation) der römischen Kurie.
Am 29. Dezember 2020 nahm Papst Franziskus sein aus Altersgründen eingereichtes Rücktrittsgesuch an; sein Nachfolger wird Dermot Pius Farrell.

## Standpunkte
Im Februar 2014 wandte er sich gegen die gleichgeschlechtliche Ehe, über die in Irland 2015 bei einem Referendum abgestimmt wurde. Er hob in diesem Zusammenhang jedoch hervor, Menschen, die Homosexuellen nicht mit Liebe begegneten, beleidigten Gott und seien daher letztlich „gottesfeindlich“ zu nennen.
Martin ist der Ansicht, dass Katholiken die Gesetze des Staates nicht befolgen müssen, wenn sie dem (katholischen) Glauben widersprechen.